# Humla (distrito)
Humla é um remoto distrito montanhoso da zona de Karnali, localizado no extremo oeste do Nepal.  O distrito, cuja capital é Simikot, tinha uma população de 55.394 pessoas em 2021. O acesso à capital dá-se a pé ou por avião, uma vez que o distrito não tem ligações estáveis à rede rodoviária por conta de obstáculos geográficos. Humla é usado como ponto de partida para trekking e montanhismo. A partir de Simikot, extendendo-se ao longo de um cume a 2.900 metros, a Grande Trilha dos Himalaias para trekking segue a antiga rota do comércio de sal até o Tibete.